# 王华 (六朝)
王華（385年—427年6月19日），字子陵，琅邪臨沂（今山東臨沂）人。東晉丞相王導曾孫，祖父是王導六子王薈。東晉末及南朝宋官員，在宋官至侍中、護軍將軍。

## 生平
隆安元年（397年），青兗二州刺史王恭起兵討伐王國寶，並檄命時在吳郡丁母喪的王華父王廞起兵。王廞受命起兵，並誅殺異已。不久司馬道子殺王國寶，王恭於是撤軍，並要王廞罷兵。不過王廞因已大行殺戮，騎虎難下被逼改以討伐王恭。王恭派了劉牢之擊敗王廞，王廞不知所終而王華長兄王泰則被殺。王華當時亦在軍，並隨僧人釋曇永逃亡。當時劉牢之還在大肆搜捕王華，釋曇永就要王華拿著衣服裝作侍從，但仍被渡口的士兵懷疑。釋曇永見王華走得慢，於是藉此罵他，並以扙打了他數十下，這才令士兵們釋疑，二人亦得以逃離追捕。
王華後來因大赦而回到吳郡，但因父親仍然生死未卜，於是都布衣蔬食，斷絕交際，此舉更得當時人稱許。後來劉裕想收其為己用，於是要王華堂兄王謐向王華稱王廞已死，令王華為父發喪。王華在為父守喪後入仕。義熙十二年（416年），劉裕北伐，以王華為徐州主簿。後又轉鎮西主簿、治中從事史。義熙十三年（417年），劉裕以其子劉義隆為西中郎將、荊州刺史，以王華為西中郎主簿，後遷諮議參軍，領錄事。永初元年（420年），劉裕篡晉稱帝，進劉義隆為鎮西將軍，王華亦隨其轉府。當時荊州事務都由劉義隆司馬張邵代行，但王華本人有支配慾，不樂於位居人後。張邵為人豪奢，每次出行都會要很多隨從；王華於是就只乘羊車，隨行的不過兩三人。一次二人的車在城內相遇，王華裝作不知是張邵，反而說：「看這隨行如此隆重，肯定是殿下來了」於是下車並站在路邊迎候。張邵到後大驚。最終張邵為王華彈劾而被徵召，王華於是接任司馬、南郡太守一職，並行荊州府事。
景平二年（424年），司空徐羨之等人廢宋少帝，迎立劉義隆為帝。當時劉義隆知宋少帝已遇害，起了疑心，不敢南下。王華與到彥之、王曇首則勸劉義隆南下繼位，終得其聽從，留下王華管荊州後方事務就出發。劉義隆繼位後，以王華為侍中、右衞將軍。當時王華與步兵校尉孔甯子厭惡徐羨之、傅亮等人掌權，於是經常向劉義隆中傷他們。每當與徐羨之等人碰面時都會憤怒得咬牙切齒，並歎道：「太平日子何時才來呀？」元嘉三年（426年），劉義隆要誅殺徐羨之等人，召徐羨之入宮，徐羨之聽到風聲後並沒進宮，王華於是就與到彥之奉命緝捕，終尋得徐羨之的屍體，並運到廷尉。事後王華遷護軍將軍，仍任侍中。
劉義隆在殺徐羨之等人時徵王弘任司徒、錄尚書事輔政，王華就與王弘的弟弟王曇首地位相同，同為侍中。王華曾經自稱其才能未得盡展，歎息說：「宰相忽然間有數個，天下怎能大治呀！」就在元嘉四年（427年）去世了，享年四十三歲。朝廷追贈散騎常侍、衞將軍。元嘉九年（432年），劉義隆想到他協助誅除徐羨之的功勞，追封王華為新建縣侯，食邑一千戶，並賜諡號宣。宋孝武帝劉駿繼位後更讓王華得在劉義隆廟廷中祭祀的禮遇。

## 性格特徵
- 王華獲授官職時都不會故作辭讓，立即就接受任命，在宋一代只有他與劉湛才這樣作。
- 王華處事與一般人不同，他未曾參與宴會，亦沒飲過酒，有宴會的地方他也不會去。去找人商討事情時會乘車登門，主人都要乘車出來與其見面。

## 家庭

### 子
- 王嗣，嗣子，官至左衞將軍，諡定。

### 孫
- 王長，王嗣子，因罵母親而遭削奪爵位，後復位。
- 王終，王嗣子，王長弟。王長奪爵後由其嗣爵，後上表請求再由哥哥嗣爵。